# Radomír Riedl
Radomír Riedl (* 19. října 1975) je bývalý český fotbalista.

## Fotbalová kariéra
V české lize hrál za SK Sigma Olomouc. Nastoupil ve 4 utkáních. Ve druhé lize hrál za SK Chrudim a FC Vítkovice, nastoupil v 17 utkáních a dal 1 gól. Reprezentoval za tým do 18 let.

## Ligová bilance
| Ročník                          | Zápasy | Góly | Klub             |
| ------------------------------- | ------ | ---- | ---------------- |
| 1. česká fotbalová liga 1993/94 | 2      | 0    | SK Sigma Olomouc |
| 1. česká fotbalová liga 1994/95 | 2      | 0    | SK Sigma Olomouc |
| CELKEM                          | 4      | 0    |                  |